# Redmi Turbo 3
Redmi Turbo 3是Redmi于北京时间2024年4月10日19时许在中国北京小米科技园发布的一款智能手机，隶属于由Redmi Note系列的性能产品线析出新设的Turbo系列，是Redmi Note 12 Turbo的迭代产品。

## 背景
2019年，卢伟冰任Redmi品牌总经理后，便提出新设立主攻2000元左右的性能向次旗舰的产品系列，并于次年5月推出Redmi 10X系列。但由于消费者接受程度不高、产品定位与同价位其他系列产品相冲突等因素，这一系列被搁置，其迭代产品被并入Note系列。
2021年至2023年，Redmi通过在Note系列中增设性能向产品线的形式，先后推出了Note 11T Pro、Note 11T Pro+、Note 12 Turbo、Note 12T Pro四款手机，虽得到市场正面反馈，但也因与Note正代产品定位差别过大、消费者辨识困难且命名冗长被用户诟病。
2023年下半年，Redmi Turbo 3立项，开发代号为peridot，意为“橄榄石”，产品最初计划命名为Redmi Note 13 Turbo。但在2024年王腾接任Redmi品牌总经理一职后，决定重新将中端性能向次旗舰产品析分为独立的产品系列，并将其更名为Redmi Turbo 3 。
2024年4月1日，Redmi正式在微博宣布了Redmi Turbo 3，并于2024年4月7日公布了其发布时间及外观渲染图。
2024年4月10日，Redmi总经理王腾正式在当晚的发布会上发布了这一产品，售价1999元人民币起，同场另推出了Redmi Pad Pro、Redmi新款电视等产品。

## 规格

### 设计
Redmi Turbo 3具有3款机身配色，分别为冰钛（银色）、青刃（青绿色）及墨晶（黑灰色），另有与哈利·波特联名的限量定制版。
全部版本均采用聚碳酸酯材质的机身外框及后盖，内部通过铝合金框架进行加固。

### 硬件

#### 摄像头
- 前置：采用2000万像素、由豪威科技提供的OV20A传感器，支持注视感知、随注视方向转屏、隔空手势操控等功能。前置镜头支持1080P 30或60帧视频录制以及720P 30帧视频录制，默认输出前置照片像素为500万。
- 后置：主摄采用5000万像素索尼LYT-600传感器，F1.59 大光圈、感光面积为1/1.95英寸，硬件支持光学防抖并在软件层面支持电子防抖，最高支持4K 60fps的视频录制，默认输出照片像素为1250万；超广角采用800万像素索尼IMX355传感器，与主摄共同参与0.6倍焦距下的成像。

#### 屏幕
Redmi Turbo 3配备了一块6.67英寸的OLED柔性材质直屏，由华星光电提供。分辨率为2712*1220，支持最高120Hz的刷新率、480Hz的触控采样率以及12bit的色深。

#### 充电和传输速度
Redmi Turbo 3采用了小米自有协议（MI Turbo Charge）的充电协议，附带数据传输线缆支持最高6A的电流，充电器最高输出功率为90W（20V 4.5A），最快充满速度约为40分钟。受成本限制，Redmi Turbo 3依旧仅支持USB 2.0传输协议。

### 软件
Redmi Turbo 3出厂搭载了小米澎湃OS1.0操作系统，Android底层为Android 14 。初期批次出厂烧录固件版本为OS1.0.3.0.UNPCNXM，首个OTA公开固件为OS1.0.6.0.UNPCNXM 。

## 价格[4]
| 型号          | 配置       | 中国大陆地区售价（元） |
| ------------- | ---------- | ---------------------- |
| Redmi Turbo 3 | 12GB+256GB | 1999                   |
| Redmi Turbo 3 | 12GB+512GB | 2299                   |
| Redmi Turbo 3 | 16GB+512GB | 2499                   |
| Redmi Turbo 3 | 16GB+1TB   | 2799                   |

## 营销及宣传

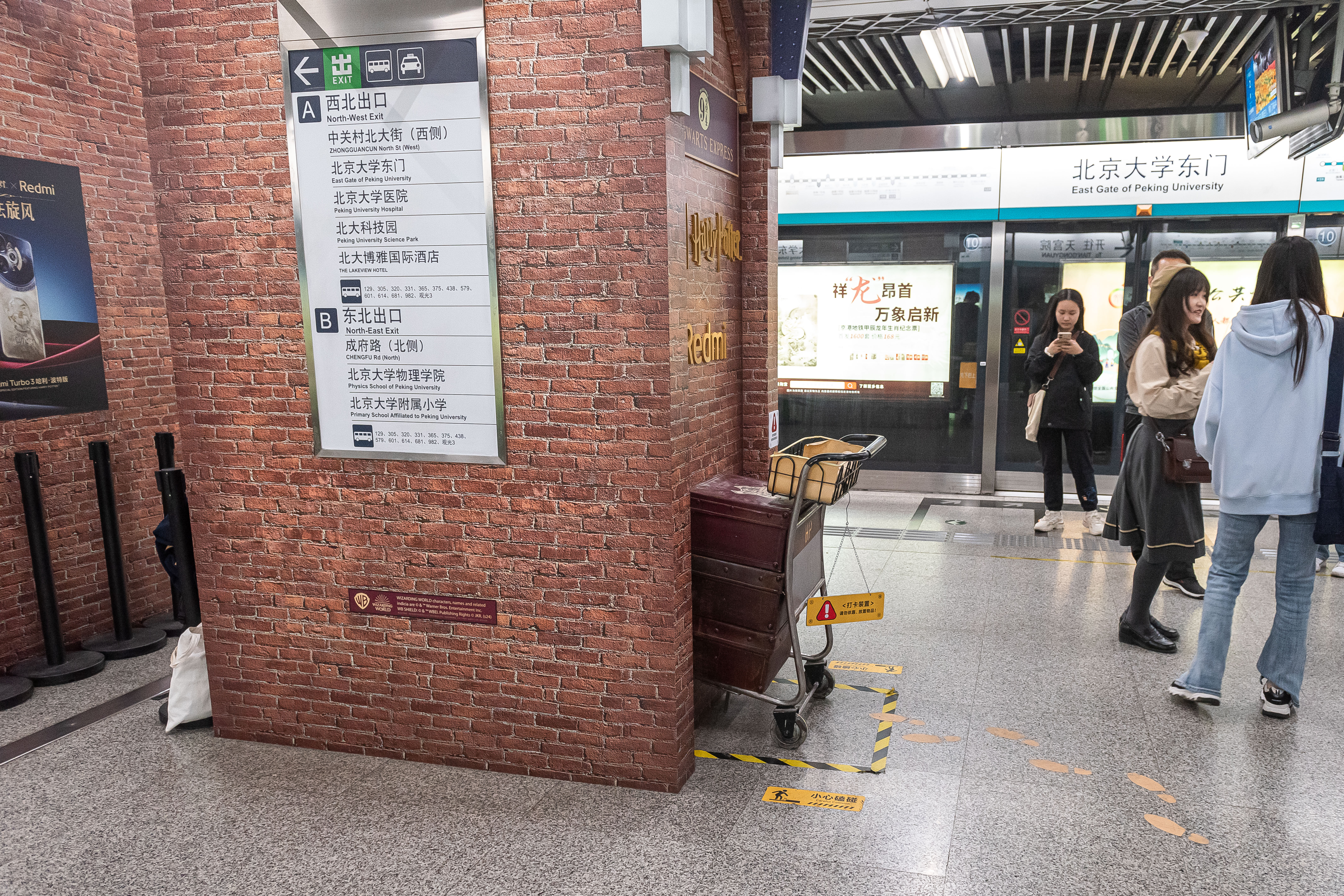
为宣传Redmi Turbo 3哈利·波特联名款而在北京大学东门站布置的“9¾站台”打卡地

为迎合Redmi Turbo 3哈利·波特联名定制，Redmi在北京地铁4号线北京大学东门站布置了以九又四分之三站台为主题的装扮，并将一列4号线列车改造为主题专列。